# Astrolepis deltoidea
Astrolepis deltoidea är en kantbräkenväxtart som först beskrevs av Bak., och fick sitt nu gällande namn av J.B.Beck och Windham. Astrolepis deltoidea ingår i släktet Astrolepis och familjen Pteridaceae. Inga underarter finns listade.